# Fehér akác
A fehér akác (Robinia pseudoacacia) a pillangósvirágúak (Fabaceae) családjának bükkönyformák (Faboideae) alcsaládjába tartozó fa.

## Története, leírása
A 19. század közepén magyar területekről Franz Unger osztrák botanikus, orvos, paleontológus, növényfiziológus által leírt Robinia hesperidum (azóta Leguminosites hesperidum ) fosszília, 1881-ben tévesen lett azonosítva Hanusz István természet- és földrajz tanár, publicista által ezzel a fajjal. 1885-ben a Die fossile Flora von Sagor in Krain 3. részében is leírták, hogy az csupán az akkor legközelebbi élő rokona annak. Az ennek ellenére nemcsak Magyarországon, hanem világszerte a 20., sőt még a 21. században is többször előkerült elmélet szerint: a fehér akác, a harmadkorban Európa bennszülött növénye volt, így a Kárpátok medencéjében is előfordult, ami a nagy geológiai átalakulások következtében sok más növénnyel egyetemben eltűnt földrészünkről, és ismeretlen maradt a 17. századig, amíg Jean Robin, XIII. Lajos udvari kertésze visszahozta Észak-Amerikából.
Az Egyesült Államok délkeleti részein őshonos fafaj, amelyet idővel szerte a világon meghonosítottak, így megtalálható Európában, Ázsiában és Afrikában is, Új-Zélandon és Ausztráliában azonban nem telepedett meg. Szívós fafaj, amely számos élőhelyi sajátosságot tolerál, ezért olyan helyekre is betelepítették, ahol más fafaj nem maradna életben. Magyarországon elsősorban az alföldi homok megkötésére használták, valamint fáját az építőipar, a mezőgazdaság hasznosítja, valamint tüzelőnek használják. Május végén, június elején nyíló virágai kiváló alapanyagot biztosítanak a méhek számára. Faállománya sok helyen a helyi erdők helyét átveszi, ezért a védett területeken a szakemberek az akác irtásával védekeznek ellene. Magyarországon 2009. január 1. óta hivatalosan is inváziós (invazív) faj.
Az Európai Unió idegenhonos inváziós fajok betelepítésének vagy behurcolásának és terjedésének megelőzéséről és kezeléséről szóló rendelete kapcsán 2014 elején – az európai parlamenti választásokat megelőző kampány idején – a fehér akácot („magyar akác” néven), valamint az akácmézet hungarikummá nyilvánították Magyarországon, így nem foganatosíthatók ellene az EU más tagállamaiban érvényes intézkedések. Megjegyzendő, hogy a rendelet szövegéből kiderül, hogy a fehér akác egyébként sem került volna a kiirtandó fajok közé, mivel a döntés meghozatalánál költség-haszon elemzést alkalmaztak, és az akác kiirtása rendkívül költséges, emellett a fa gazdasági haszna nagyon jelentős az okozott károkhoz képest.

## Származása, elterjedése
Az Egyesült Államok délkeleti részén honos, de betelepítették a mérsékelt öv számos további részére, így Európába, Észak- és Dél-Afrikába és Kelet- és Észak-Ázsiába, valamint Új-Zélandra is megpróbálták betelepíteni, ám sikertelenül. Ausztráliában törvényekkel tiltották meg az akácfák ültetését, mivel e növényfaj mérgező a szarvasmarhák számára. Európába 1601 és 1635 között került át. Jean Robin vagy fia ültette először a Pennsylvaniából hozott csemetét a párizsi királyi füvészkertbe, Linné utána adta latin nevét is (Robinia). Angliába 1636-ban került.

### Elterjedése Magyarországon
Magyarországon elsőnek az Erdődy család pozsonyi birtokán ültettek akácot a 18. század első évtizedében, majd 1710-ben Bábolnán a Szapáryak kertjében – az ő fájuk máig is áll és él.
1789 körül Tessedik Sámuel fedezte fel, hogy az akác alkalmas az alföldi sós, futóhomokos, szikes talaj újrafásítására, gazdaságba való bevonására. Az ő nyomán kezdődött meg az Alföld hatékony fásítása. Azelőtt Mária Terézia magyar királynő rendelete nyomán az arra teljesen alkalmatlan fűzfát ültették az Alföldön.
Térhódítása hazánkban 1865 és 1895 között kezdődött, amikor is rövid idő alatt számos helyre betelepítették. 1885-re már 24,2 ezer hektár területen volt akácos. 1911-re ez a terület már elérte a 109,3 ezer hektárt, 1923-ra a 110,6 ezer hektárt, 1963-ra a 154,2 ezer hektárt, 1992-re már 268 ezer hektárt. 2004-ben 394,9 ezer hektáron, 2012-re pedig már 462,7 ezer hektárt. Már a 19. században magyar fának tartották, mert annyira elterjedtté vált hazánkban.
Azzal a feltételezéssel ellentétben, mely szerint az akác számára megfelelő a száraz, homokos talaj, az akác számára ezen területek nem biztosítanak ideális élőhelyi körülményeket. Ezeken a területeken az akác gyenge minőségű faanyagot biztosít, amely főleg a tűzifaként való hasznosításra teszi alkalmassá.
Hazánkban az akác a leggyakoribb fa, az összes erdőterület 22,5%-a akácos, ez az erdők fatömegének 12,5%-a, az évi folyónövedék 23%-a (2004. január 1-i állapot, MGSZH).

## Megjelenése, felépítése

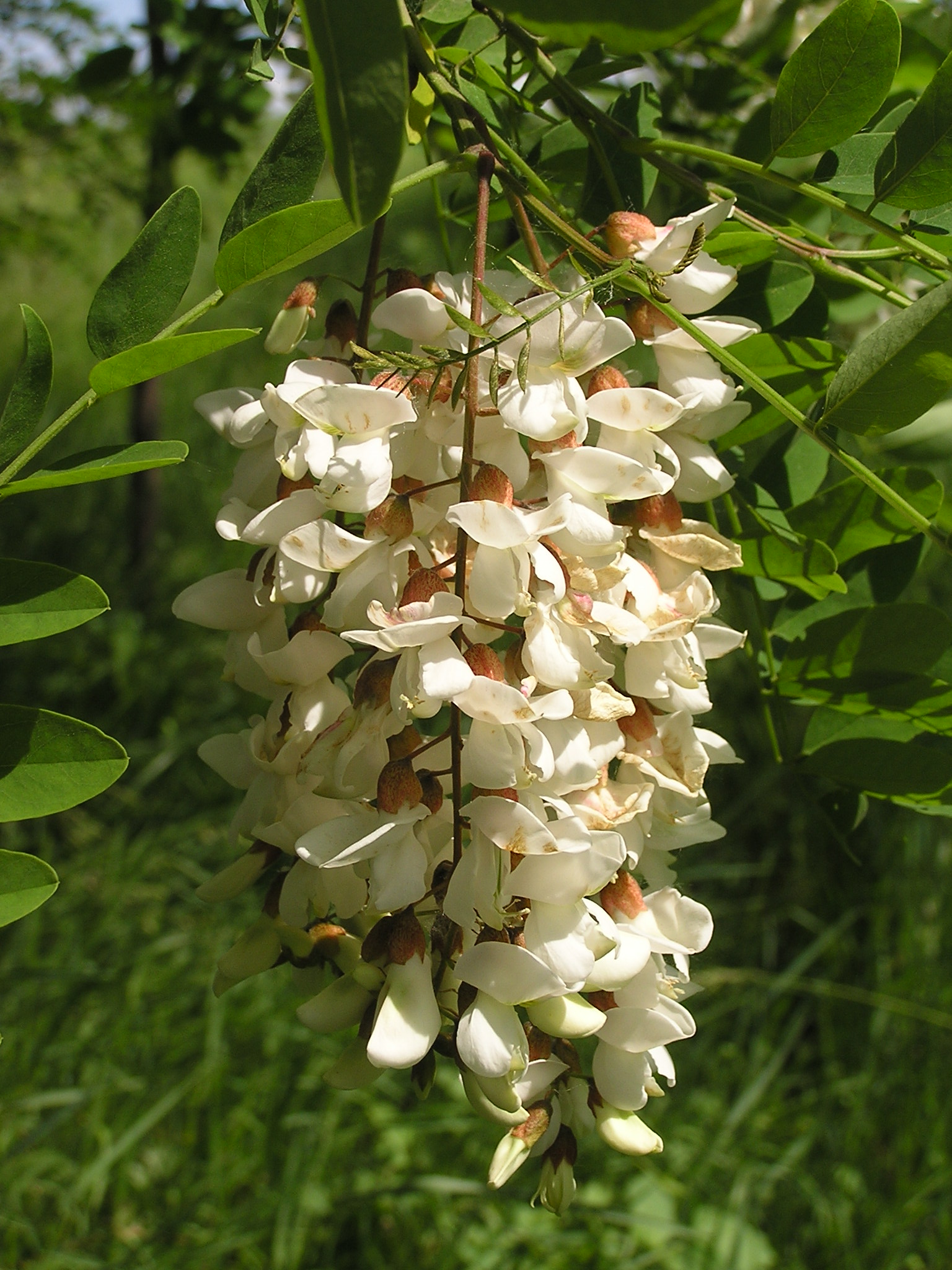
Fehér akác virágzata

Nagy termetű fa (12–20 m, ritkán 25–35 m). Törzse térgörbe, zömök, állományban jól feltisztul; mérgező kérge szürkésbarna, hálózatosan repedezett. Zárt facsoportban törzse nyúlánk, hengeres, koronája fordított kúp formájú. A fehér akácnak három növekedési típusát különböztethetjük meg. A Pinnata-típus, melyet árbocakác néven is szoktak nevezni nyúlánk törzsű, mely a fa lombkoronájának szintjén belül is nyomon követhető. Erdészeti szempontból ezen típus a legjelentősebb. Ezt a típust főleg gyökérdugványról szaporítják, mivel magot nem, vagy csak keveset hoz. A Palmata-típus törzsét a koronában már nem, vagy csak nehézkesen lehet felismerni. A Spreading-típus alacsony fa, törzset alig növeszt.
A fehér akác kertészeti kultúrváltozatai a következők:
- cv. Inermis - Hajtásain nincsenek tövisek.
- cv. Microphylla - Apró, keskeny levelei vannak.
- cv. Pyramidalis - Más néven jegenyeakác, hajtásain kevés tövis található, ágai felfelé állnak és rövidek, lombkoronája oszlopos megjelenésű.
- cv. Semperflorens - Egy növekedési időszak alatt kétszer is virágzik. Erőteljes növekedésű változat.
- cv. Tortuosa - Más néven kígyóakác, többszörösen görbült ágai vannak, hajtásai dugóhúzóhoz hasonlóan csavartak, levelei csüngők.
- cv. Umbraculifera - Másik nevén gömbakác, melyet magas törzsű alanyra oltják, lassan növekedik, lombkoronája gömbölyded formájú, hajtásai tövistelenek, levelei kisebbek, mint az alapfajnak.
- cv. Unifolia - tövis nélküli hajtásain egyetlen, akár 15 centiméteres hosszúságúra is megnövő levélkéje van, amely alatt kisebb méretű, deformált levélkék is megjelenhetnek.[18]

A népi megfigyelés szerint, ha kétszer virágzik az akác, akkor hosszú ősz lesz, azaz későbbre fog kitolódni a fűtési szezon kezdete. Ezt a megfigyelést aláássa a fehér akác Semperflorens elnevezésű kultúrváltozata, amely általában kétszer is virágzik egyetlen növekedési időszak alatt, függetlenül attól, hogy az ősz milyen hőmérsékletű, vagy időtartamú az adott évben. Az esetleges elfajzások, vagy kereszteződések szintén előidézhetnek másodvirágzást a többi kultúrváltozatnál is.
Levelei páratlanul szárnyaltak, ép szélű levélkéi kicsípett csúccsal rendelkeznek, fonákjuk ezüstös, kékesszürke. Levéllemeze vékony. Fonákjukat erős napfényben, magas hőmérsékletnél kifelé fordítják, hogy csökkentsék az anyanövény párologtatását. Közepes megvilágítás esetén a levéllemezek vízszintesen, gyenge megvilágításnál azonban csüngenek. A levelek mozgatása kevésbé látványosan jelentkezik az idősebb példányok esetében. A levélkékből tizenegy-huszonegy darab található a levélnyélen.
Pillangós virágai (Robiniae pseudoacaciae flos) levélhónalji, csüngő fürtökben nyílnak, fehérek. Virágfüzérének hossza a néhány centimétertől a tíz-húsz centiméteres füzérig terjedhet. Füzére 10-25 tagból állhat. Virágfüzérei bimbós állapotukban még felfelé állnak, majd fokozatosan csüngeni kezdenek. Virágzása május közepén, a megszokottnál melegebb időjárás esetén május első hetében, hűvösebb időjárás esetén június elején következik be. Példának okáért 2018-ban Magyarországon május első hetében virágzásnak indultak a fehér akác állományai országszerte a megszokottnál jóval enyhébb áprilist követően. Nyárias időben az akácvirágzás időtartama a két hetet sem éri el. Az akácvirág a méhészek számára igen fontos, mivel a legjelentősebb mézelők közé tartozik.
A virágokat tartó apró kocsányok 8-10 milliméter hosszúak, harang alakú csészéje pirosas árnyalatú, ötfogú, melyből a felső két fog majdnem összenőtt.
Termése öt-tíz centiméter hosszú csupasz, vörösesbarna hüvely, mérgező magjai vese alakúak. A hüvely télen, illetve tavasszal nyílik fel. A talajra hulló magok évtizedekig csírázóképesek maradnak; a csírázás feltétele a maghéj megsértése vagy megfelelő hőhatás. Az erdészeti gyakorlatban a talajról felgyűjtve rostálják, majd koptatják.

## Életmódja, termőhelye

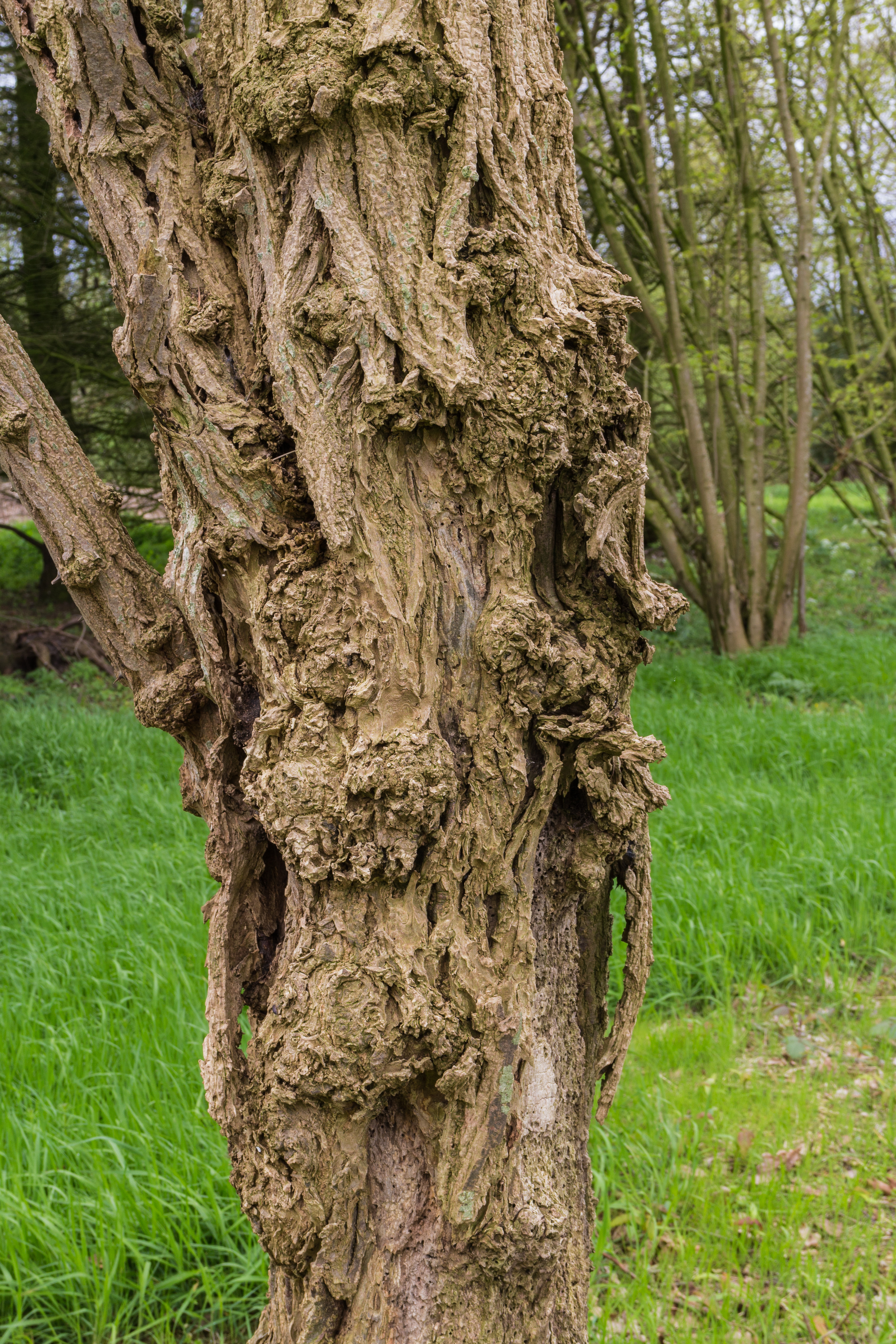
Idősebb akácfa erősen barázdált kérge

Hosszú életű (200-250 év), gyorsan növő fa (Magyarországon az akácosok többségének vágásfordulója kb. 30 év). Idősebb egyedeinek a törzsátmérője elérheti az egy métert is, ugyanakkor a túltartott egyedeiben gyakori a törzs korhadása. Csírázása április végén következik be, amely összefüggésbe hozható a rügyfakadás időszakával. A magoknak csak viszonylag kevés százaléka képes kicsírázni természetes körülmények között. A szárazabb időszakokban keményebb maghéj alakul ki, míg nedvesebb, csapadékosabb időszakok esetén áteresztőbb a magok burkolata. A magok kikeléséhez fontos az alacsony hőmérséklet. A magról nőtt csemete már az első évben elérheti az 1 méteres magasságot. Növekedése magasságot tekintve a második és ötödik évek idején tetőzik, ekkor akár évi 2 métert is nőhet. Vastagságát tekintve a legnagyobb növekedést nyolc-tízéves korában éri el, amikor is évente 7-10 milliméteres növekedést produkál az évgyűrűszélességet tekintve. Húszéves koráig jelentős magassági növekedésen megy keresztül az akác, majd a növekedési ütem jelentős mértékben csökken húsz és harmincéves kora közt, míg harmincöt éves kor felett már elenyésző mértékű növekedést produkál. Törzse életének első tíz évében vastagszik legjelentősebb mértékben, majd a vastagodás az évgyűrűk szélességében mérve 1-1,5 milliméterre csökken. A környezeti és a genetikai adottságok jelentős mértékben befolyásolhatják e fafaj egyedeinek növekedési ütemét. Legnagyobb növekedési ütemét laza szerkezetű, jól szellőző talajokon éri el, de megél homoktalajon, szikes talajokon és vízmosásos területeken is.

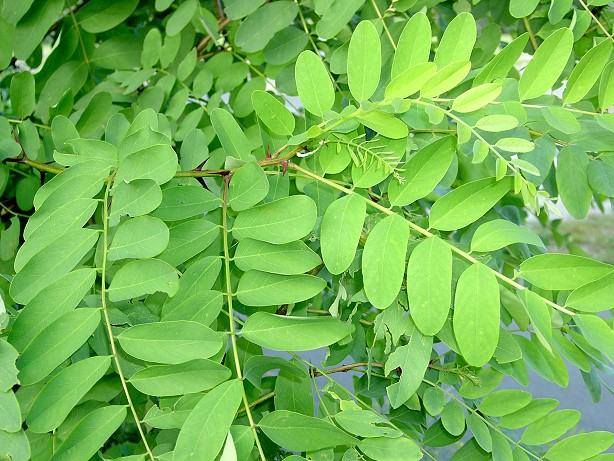
Fiatal hajtása és levélzete

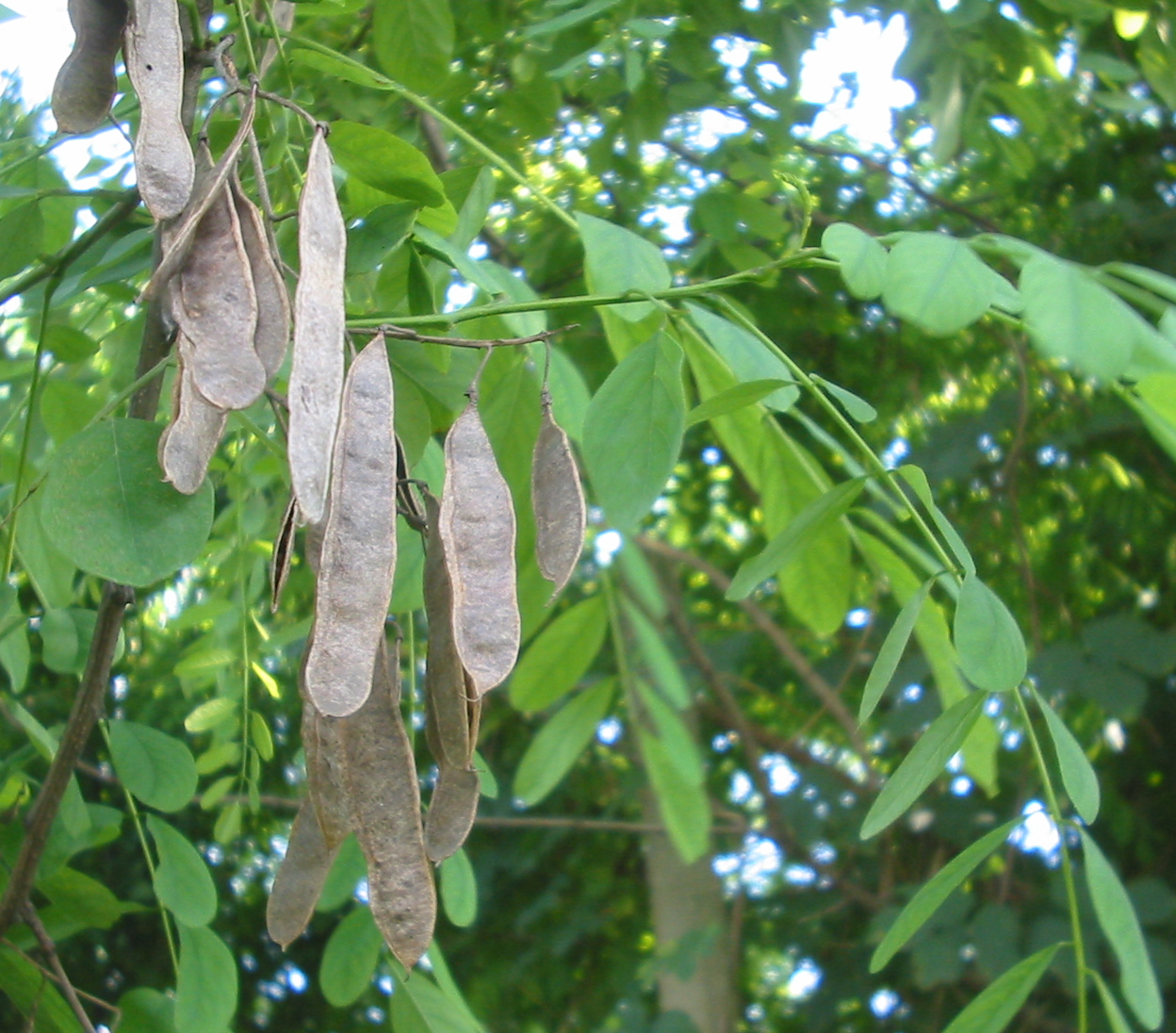
Termésének hüvelyei

Rügyfakadása március vége és május közepe között megy végbe, átlagot számítva április 22-e a rügyfakadás kezdete. A virágzás a Kárpát-medencében átlagosan május 23-án kezdődik. Lombozata egy-másfél hónap alatt fejlődik ki teljes mértékben. A fehér akác virágzásának középértéke átlagosan 18 nap. Legelőször Magyarország délkeleti részein virít, majd fokozatosan északnyugat felé terjed a virágzás kezdete. Átlagosan 10-30 nap szükségeltetik az ország összes akácosának virágba borulásához. Gyakran előfordul, hogy az akác szeptemberben másodvirágzáson esik át. lombozata nyáron a vízhiány miatt színeződik el, mag az őszi lombszíneződés átlagosan szeptember 24-én kezdődik el, míg a lombhullás a hegyvidékeken már október elején megkezdődhet. Magjai átlagosan október 17-ére érnek be. 
Lombfakadás után, május második felében virágzik, termése októberben érik be. A fiatal példányok már ötéves korukban virágozhatnak, ám legerőteljesebben húszéves kora után kezd virágozni az akác. Magokat tíz-tizenöt éves korban kezd hozni. Kedvezőtlen körülmények esetén azonban már korábban is termőre fordulhat a saját szaporodásának elősegítése céljából.
Meleg- és fényigényes, fagyérzékeny, xeromezofil (szárazságtűrő). Szívós fafaj, szárazságtűrő. Neutrofil, azaz a gyökerein élő nitrogénkötő baktériumokkal (Rhizobium leguminosarum) képes megkötni a levegőből a létfontosságú nitrogént, javítja ezzel a talaj tápanyagszintjét. Leveleinek csersavtartalma és az akác rendkívüli tápanyagfelvevő képessége azonban hozzájárul ahhoz, hogy viszonylag kevés növény képes elviselni az akácfa közelségét. Gyakran nő együtt fekete bodzával. Nem csupán magok útján, hanem vegetatív úton, sarjakkal is szaporodik. Jól tűri a szennyezett levegőt, ezért gyakran ültetik városokba forgalmas utak mentén.
Allelopatikus hatású.
Természetes kártevője Európában az akáclevél-sátorosmoly és az akáclevél-hólyagosmoly, a fomopsziszos rák, az akác gubacsatka, a levéltetvek, az akác pajzstetű, a kőristapló, a vastagtapló, a gévagomba és az akác mozaikvírus.

### Vita az akác inváziós (invazív) jellegéről
Az akác magyarországi elterjedése az utóbbi száz évben gyorsult fel. 1885-ben Magyarország mai területét vizsgálva 24 ezer hektáron nőtt akácfa, 1920-ban már 110 ezer hektáron. 1963-ban érte el a 154 ezer hektárt. Ezután elterjedése új lendületet kapott, 1992-re 268 ezer hektárra nőtt az akácerdők területe, 2014-re pedig csaknem újra megduplázódott, már 463 ezer hektárt borít akácerdő, ezzel a magyarországi faállomány 24 százaléka már akác. Magyarországon így már több akácos van, mint Európa összes többi országában együttvéve.
Az akác által okozott veszélyek csak közvetettek, elsősorban a szívós térhódításában rejlenek. Kiirtását általában nem szorgalmazzák, csak a további terjeszkedésének megfékezéséről lehet szó. Az ezzel kapcsolatos vita Magyarországon 2014-ben némi politikai jelleget kapott az Európai Parlamenti választások előtt, amikor a 2009 óta hivatalosan inváziós fajként nyilvántartott akácot hungarikummá minősítették.

## Hatóanyagai

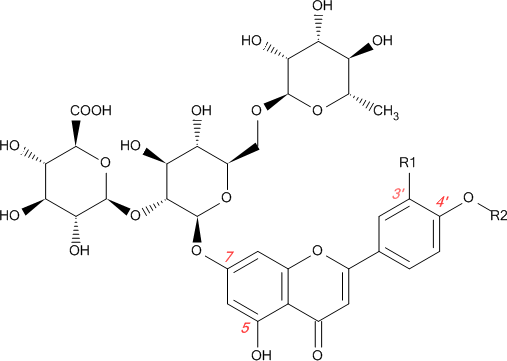
A fehér akác flavonjai glikozidként kötött állapotban.
Luteolin: R1 = OH, R2 = H;
apignenin: R1 = R2= H;
diosmetin: R1 = OH, R2 = CH_{3};
acacetin: R1 = H, R2 = CH_{3}

A levelében flavonoidok (acacetin, apigenin, diosmetin, luteolin) mutathatók ki nagyobb mennyiségben. Ezeket 7-O-β-D-glükuronopiranozil-(1 → 2)[α-L-ramnopiranozil-(1 → 6)]-β-D-glükopiranozid formájában köti meg. Virágában robinin nevű flavonol fordul elő. Magja és hüvelye hőre elbomló toxalbumint (robint) tartalmaz.

## Gazdasági jelentősége

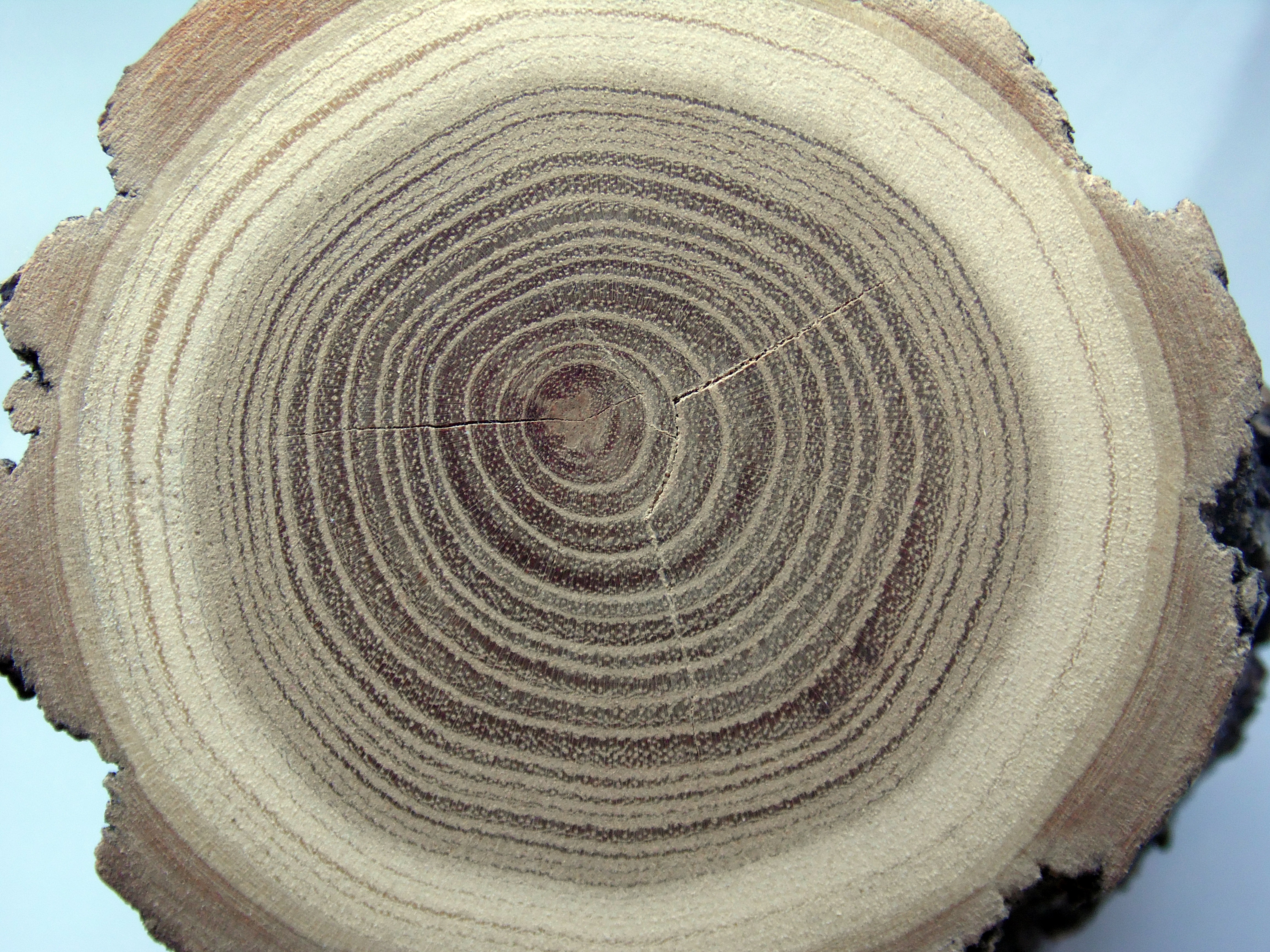
Akácfa törzsének keresztmetszete az évgyűrűkkel

Nehéz, kemény, tartós fájából vezetékoszlopokat, szőlőkarókat, tartó oszlopokat, vasúti talpfákat, bányafákat, szerszámnyelet készítenek, emellett épületfának, tűzifának is kiváló. Jó mézelő, 18-30 éves kora között adja a legtöbb nektárt. Méze világos, áttetsző, a kristályosodásra nem hajlamos. Magyarország egyik legjobb mézelő növénye, 800 kg/ha nektár terméssel, méze exportképes.
Virágának főzete köhögéscsillapító; palacsintatésztába mártva, kirántva, porcukorral hintve különleges csemege, de akácbort is készítenek belőle. Kérge gyomorsavtúltengés, gyomorvérzés, bélfekély elleni gyógyszerek alapanyaga.
A homoki szarvasgomba (Terfezia terfezoides) kizárólag a fehér akáccal lép szimbiotikus kapcsolatba és arbuszkuláris mikorrhizát képez, igen gyakori gombája az alföldi homoktalajos elegyes akácosoknak. Lovak számára mérgező.
Magyar neve („akác”) kifejezőbb, mint egyes idegen nyelvű névalakok: amint a latin „pseudoacacia” név is jelzi, néhány hasonlóság ellenére ez a növény nem „valódi” akácia, hanem a Robinia nemzetség tagja (ezért „hamisakáciának” is nevezik). A „valódi” akáciákat (Acacia nemzetség) a magyarban akáciáknak hívjuk.

## Az akácos mint élőhely

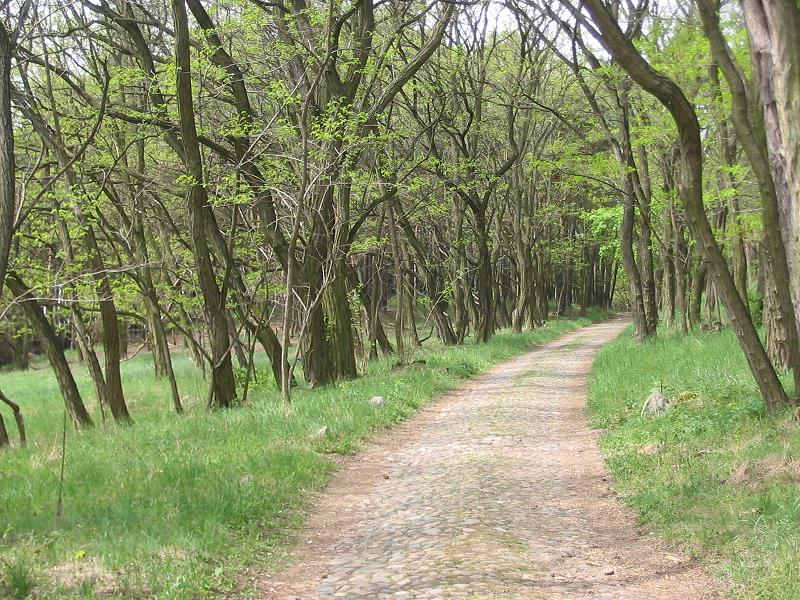
Akácos aljnövényzetének jellegzetes látképe

Az akácfák a gyökerükön megtelepedő baktériumok segítségével nitrogénben gazdag talajt hoznak létre maguk körül, amelyben csak bizonyos, úgynevezett nitrofil növényfajok képesek megélni. Ilyenek például az egynyári növények közül a vérehulló fecskefű (Chelidonium majus), a tyúkhúr (Stellarium media), a nehézszagú gólyaorr (Geranium robertianum), a piros árvacsalán (Lamium purpureum), a zamatos turbolya (Anthriscus cerefolium ssp. trichosperma) és a ragadós galaj (Galium aparine), a borostyánlevelű veronika (Veronica hederifolia), a hagymás-gumós növények közül a salátaboglárka (Ficaria verna), a kígyóhagyma (Allium scorodoprasum), a mezei tyúktaréj (Gagea pratensis), a kónya sárma (Ornithogalum boucheanum) és az üstökös gyöngyike (Muscari comosum). A szárazabb területen pázsitfűfélék borítják az akácosok talaját, köztük a meddő rozsnok (Bromus sterilis), a sisaknád (Calamagrostis epigeios) és a keskenylevelű perje (Poa angustifolia). Fás szárú növények közül az akácot a nyugati ostorfa (Celtis occidentalis), a kései meggy (Padus serotina), az alásfa (Ptelea trifoliata), a fekete bodza (Sambucus nigra), esetenként a közönséges boróka (Juniperus communis), a kökény (Prunus spinosa), az egybibés galagonya (Crataegus monogyna) és a vadrózsa (Rosa canina) viseli el.
Nedvesebb helyeken a magaskórósok is megjelennek, mint például a magas aranyvessző (Solidago gigantea), az egynyári seprence (Stenactis annua), a nagy csalán (Urtica dioica), a szúrós gyöngyajak (Leonurus cardiaca), a selyemkóró (Asclepias syriaca), a kender (Cannabis sativa), a fekete peszterce (Ballota nigra), a kányazsombor (Alliaria petiolata), valamint a kenderfüvek (Galleopsis spp.), továbbá a komló (Humulus lupulus) és a szulák keserűfű (Fallopia convolvulus), valamint az erdei iszalag (Clematis vitalba).

## Az akácfa a kultúrában
Az akác a magyar szépirodalom kedvelt témája. Sajó Sándor Az akácfa című versét szentelte e fafajnak, József Attila Ákácokhoz című mozgalmi versét építi az akác metaforára, emellett Tompa Mihály, Szenteleky Kornél, Füzesi Magda, Pődör György, Fehér Ferenc, Pásztor Piroska, Erdélyi József is írt verset a fáról. Petőfi Sándor a Ti ákácfák e kertben című versébe foglalta. Váci Mihály 1966-ban megjelent verseskötetének az Akác a forgószélben címet adta. Kelemen Kristóf és Pálinkás Bence György dokumentum színházi előadást mutatott be Magyar akác címen.

## Képek

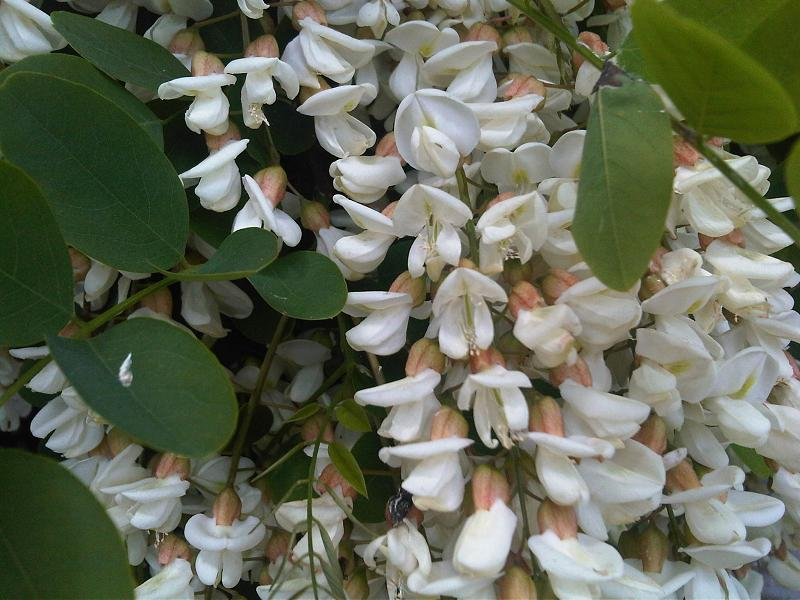
Fehér akác virágzatok
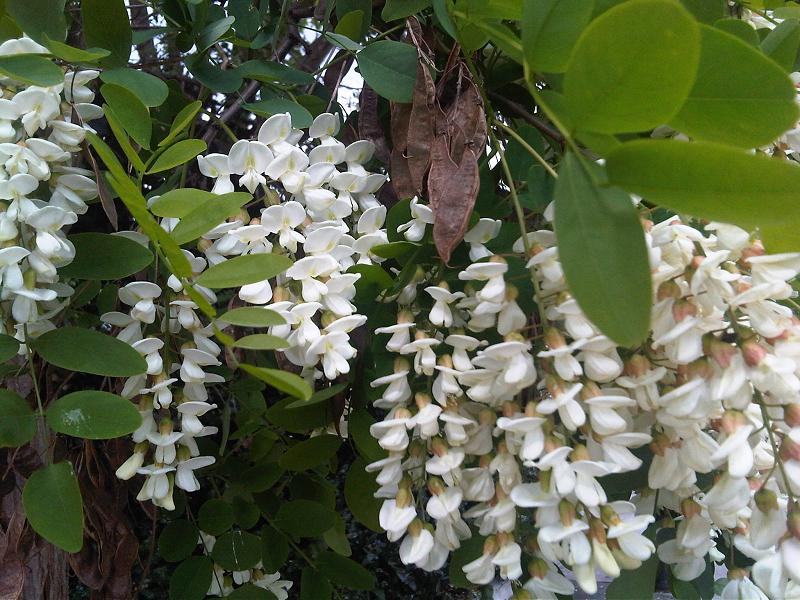
Virágzat fürtök, levelek és termések.
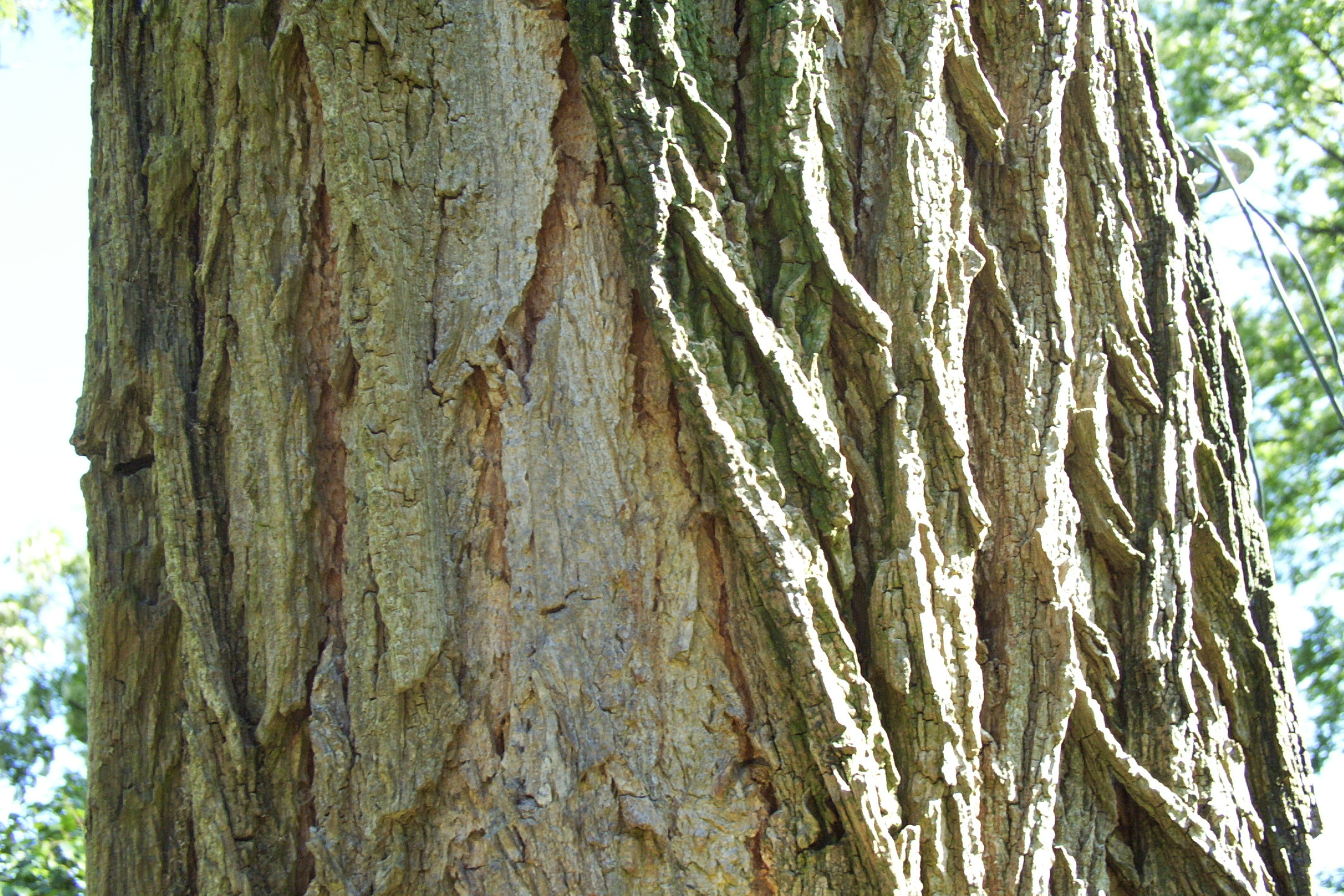
Akácfa kérge
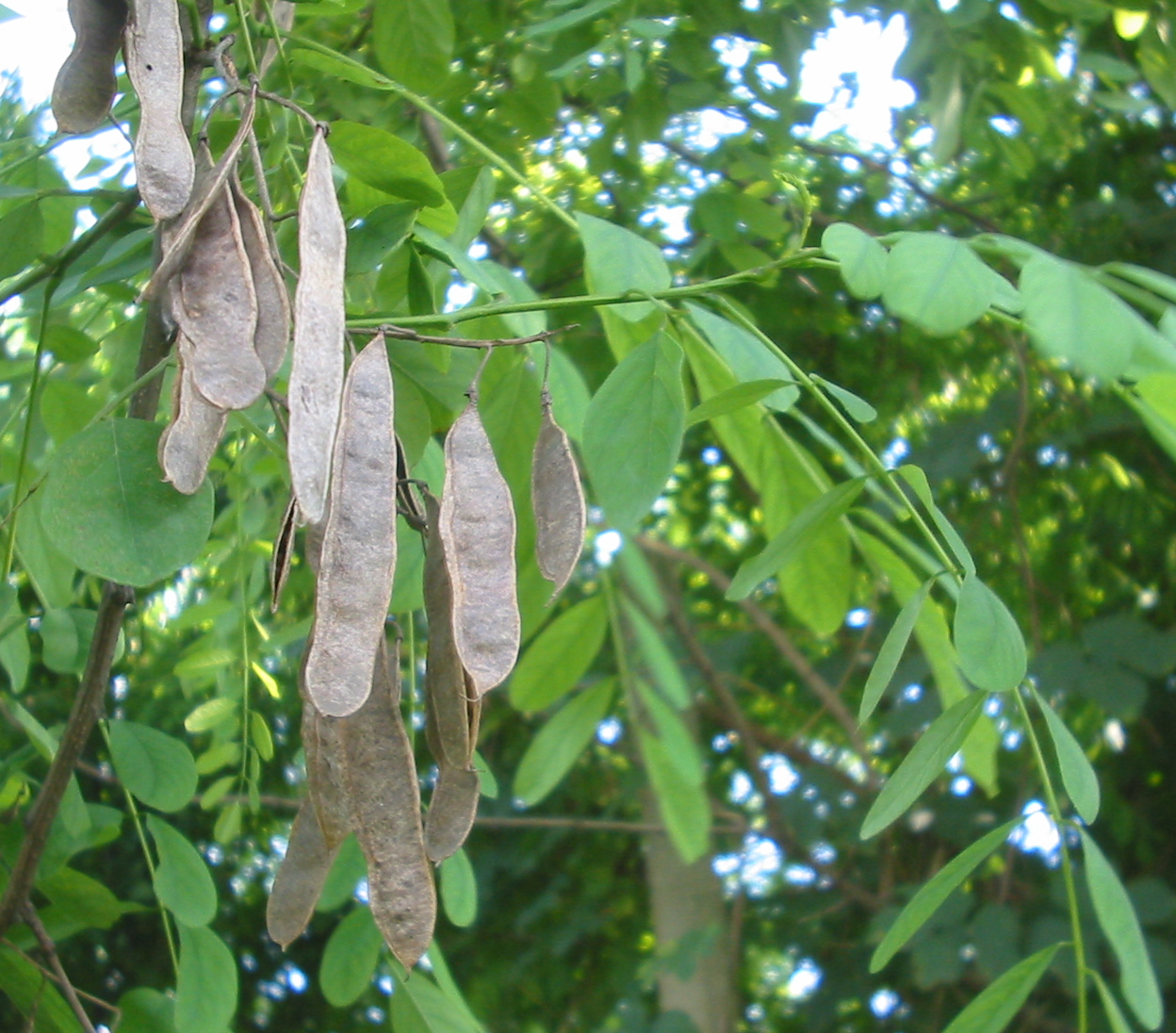
Hüvelye
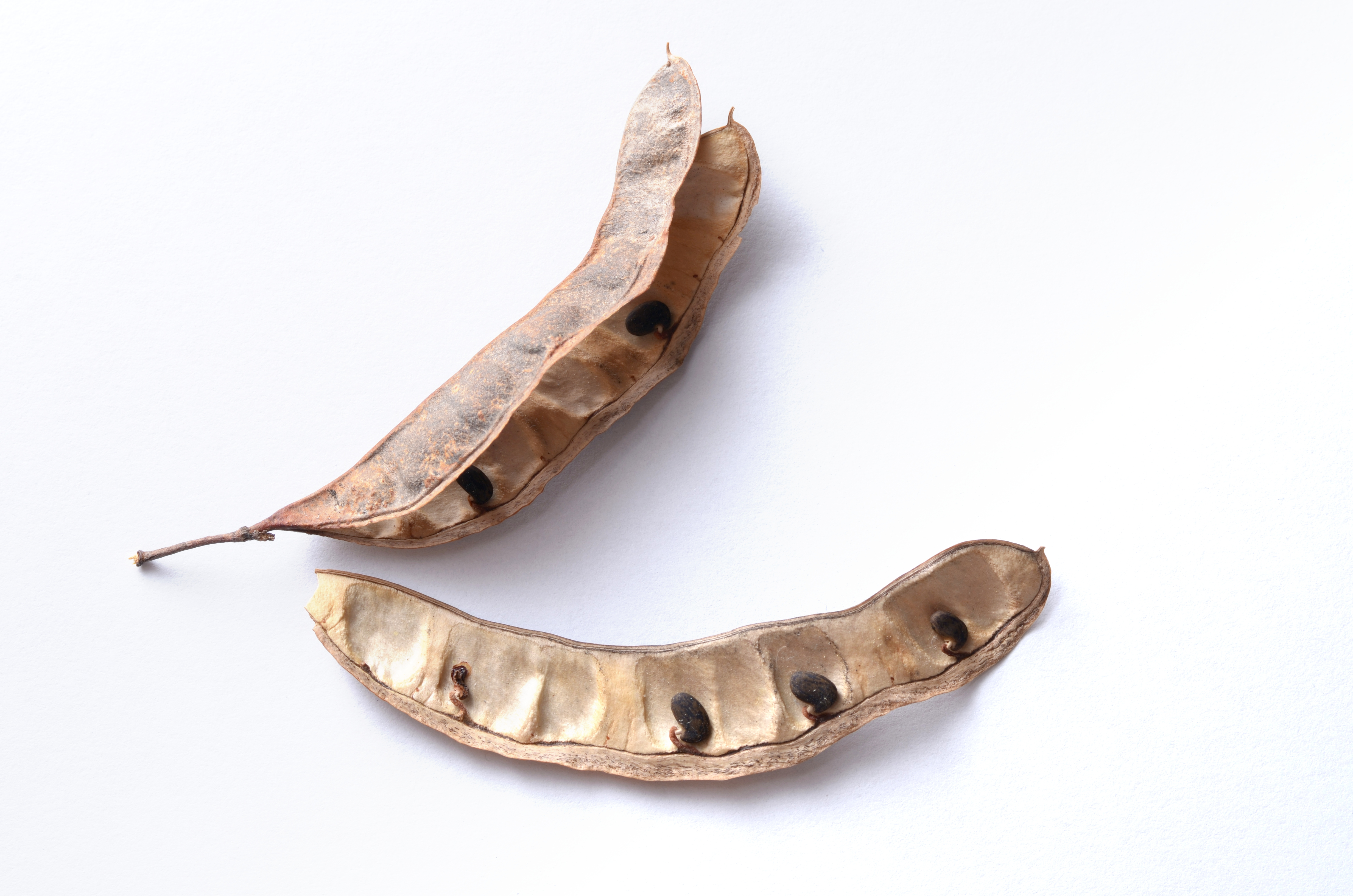
Termése
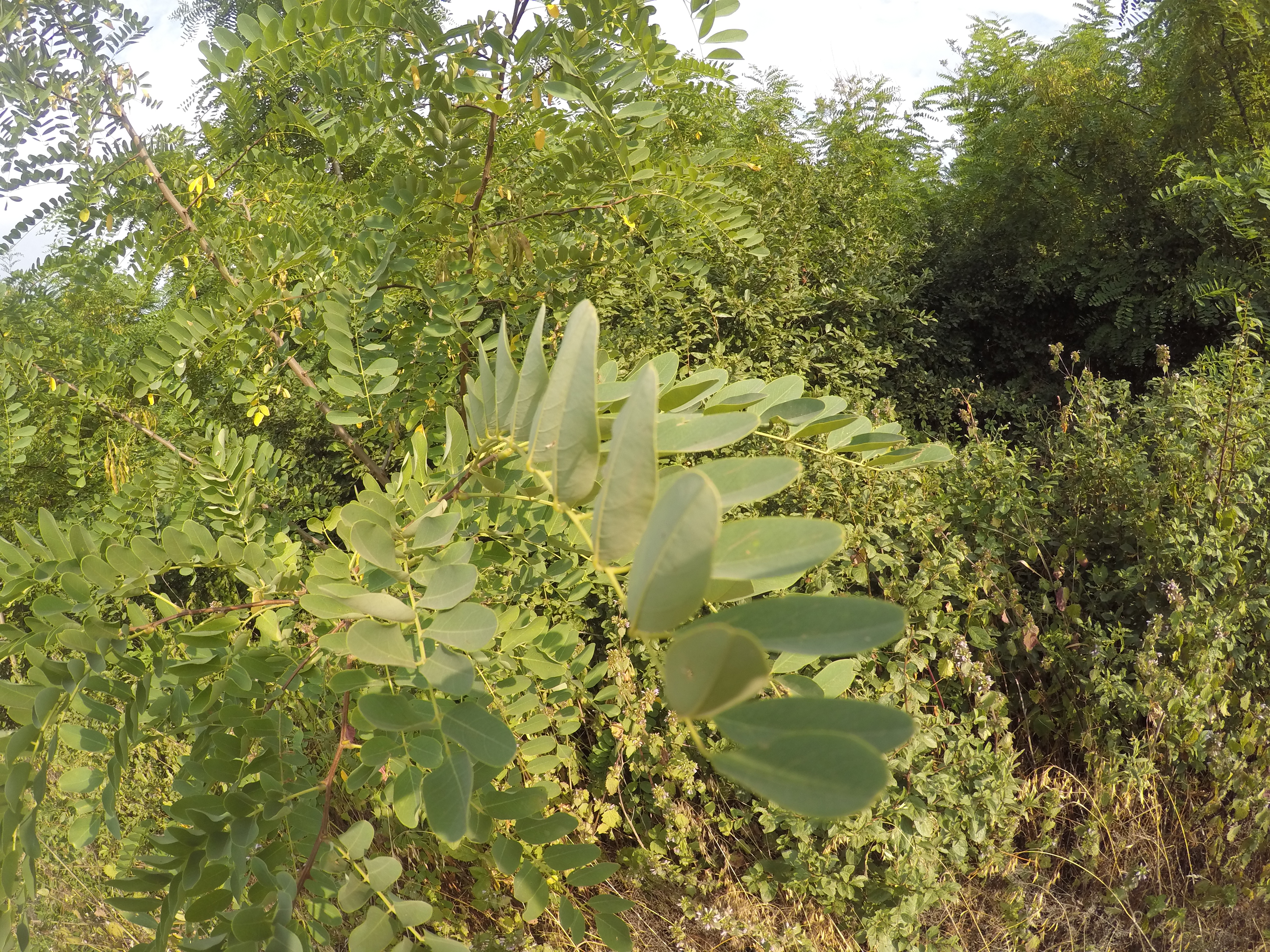
Akácfa levelei hőségben
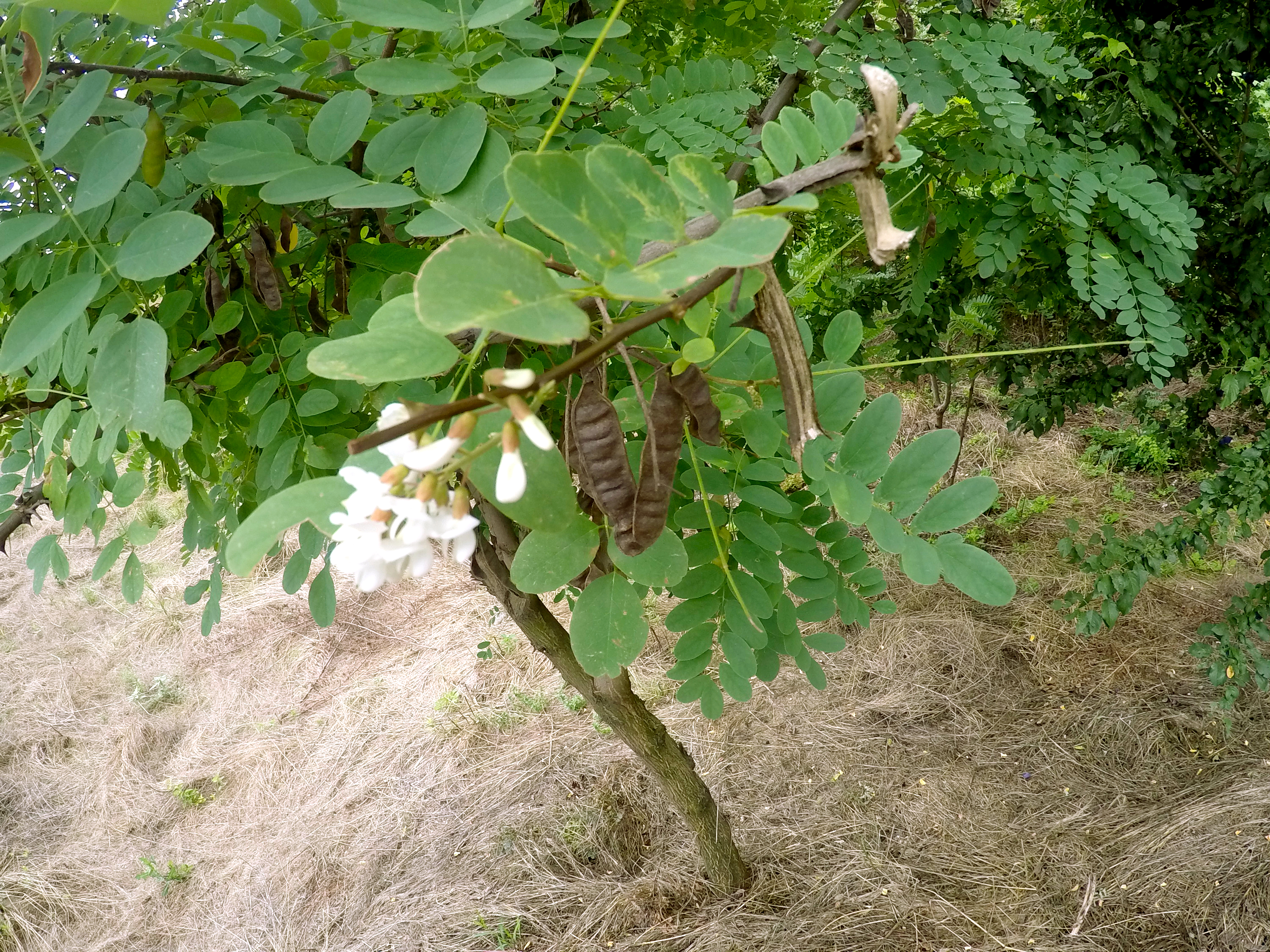
Másodvirágzás és előző évi termések hüvelyei